# Llano Redondo de Zaragoza
Llano Redondo de Zaragoza, eller bara Llano Redondo, är en ort i Mexiko, tillhörande kommunen Donato Guerra i sydvästra delen av delstaten Mexiko. Orten hade 218 invånare vid folkräkningen 2010.